# NGC 6329
NGC 6329 في الفهرس العام الجديد، هي مجرة، تقع في كوكبة الجاثي. اكتشفت في 11 يوليو 1876 بواسطة إدوارد ستيفان.

## روابط خارجية
- NGC 6329 على موقع ويكي سكاي: DSS2, SDSS, GALEX, IRAS, Hydrogen α, X-Ray, Astrophoto, Sky Map, Articles and images